# لورين (مغنية)
لورين زينب نورا طلحاوي (بالسويدية: Loreen)‏ المعروفة أكثر باسمها الأول لورين المولودة في 16 أكتوبر/تشرين الأول 1983، مغنية ومنتجة سويدية من أصل أمازيغي مغربي.
اشتهرت باشتراكها في مسابقة الأغنية السويدية «إيدول 2004» وحلت في المرتبة الرابعة تلك السنة.
في العام 2005 غنّت "The Snake" مع الفرقة الموسيقية Rob'n'Raz وبعدئذ قدمت برامج تلفزيونية على قناة التلفزيون TV 400 في السويد. وعادت لورين إلى الغناء في مسابقة Melodifestivalen 2011 لمحاولة تمثيل السويد في مسابقة «يوروفيجن» الدولية بأغنيتها "My Heart is Refusing Me" ولكنها لم تصل إلى النهائي. إلا أن الأغنية نجحت في دخول قائمة الأغاني الرسمية في السويد. ولورين أعادت الكرّة في مسابقة Melodifestivalen 2012 لمحاولة تمثيل السويد بأغنيتها "Euphoria"، بعد نجاحها في الاختبار، مثلث بلدها السويد في مسابقة يوروفيجن للأغاني واحتلت المرتبة الأولى.

## روابط خارجية
- لورين على موقع IMDb (الإنجليزية)
- لورين على موقع ميتاكريتيك (الإنجليزية)
- لورين على موقع روتن توميتوز (الإنجليزية)
- لورين على موقع ألو سيني (الفرنسية)
- لورين على موقع ميوزك برينز (الإنجليزية)
- لورين على موقع قاعدة بيانات الأفلام السويدية (السويدية)
- لورين على موقع أول ميوزيك (الإنجليزية)
- لورين على موقع ديسكوغز (الإنجليزية)
- لورين على موقع قاعدة بيانات الفيلم (الإنجليزية)